# Американская система ПРО в Центральной и Восточной Европе

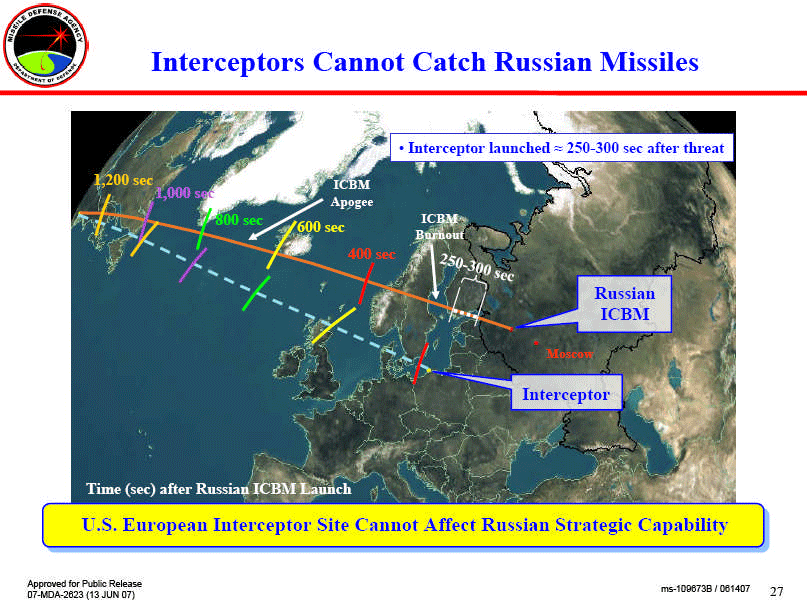
Диаграмма MDA США, показывающая, что пути российских МБР и американских перехватчиков ПРО не пересекаются.

Американская система противоракетной обороны в Центральной и Восточной Европе (англ. The US missile defense complex in Central and Eastern Europe), также известная как European Interceptor Site (EIS) — первоначальная конфигурация американской системы ПРО в Европе. Предполагалось, что она будет развёрнута на территории Чехии (американская РЛС наведения и распознавания) и Польши (десять стратегических ракет-перехватчиков шахтного базирования).
C приходом к власти президента Барака Обамы США приступили к корректировке своих планов ПРО с целью создания более мобильной и гибкой системы. В 2009 году планы по созданию системы ПРО в Европе были пересмотрены (см. статью Система противоракетной обороны НАТО).

## История
В 1999 году президент США Билл Клинтон подписал законопроект о создании Национальной ПРО. Необходимость разработки НПРО, по заявлению Клинтона, была связана с «усиливающейся угрозой возможного создания и размещения странами-изгоями ракет большой дальности, способных нести оружие массового поражения, против США и их союзников».
В 2001 году президент Джордж Буш (младший) объявил, что система НПРО будет защищать территорию не только США, но и их союзников и дружественных стран, что, возможно, потребует размещения на их территории элементов этой фактически глобальной системы.
В июне 2002 года США официально вышли из Договора 1972 года об ограничении систем противоракетной обороны.
Начиная с 2002 года США обсуждали со своими европейскими партнёрами возможность размещения на территории Европы базы ПРО (Ground-Based Midcourse Defense) для защиты Европы и США от межконтинентальных баллистических ракет, которые могут быть запущены из Северной Африки или с Ближнего Востока.
В начале октября 2004 года США, заявляя о своём беспокойстве в связи с появлением у Ирана ракет среднего радиуса действия, способных поражать цели на расстоянии 2 тыс. км, приняли решение ускорить развёртывание системы ПРО в США и провели консультации с европейскими союзниками о размещении ракет-перехватчиков в Европе и включении их в зону действия американской ПРО. Ряд стран Восточной Европы, в первую очередь Польша, выразили желание разместить на своей территории элементы системы ПРО, включая противоракеты.
В мае — августе 2006 года группа экспертов МО США посетила Польшу, Чехию и Венгрию для определения местоположения объектов ПРО. 
Во время сентябрьского (2006) визита в США премьер-министра Польши Ярослава Качиньского была достигнута договорённость о размещении на территории Польши десяти ракет-перехватчиков в защищённых подземных шахтах. 
20 января 2007 года премьер-министр Чехии Мирек Тополанек сообщил о поступившем предложении разместить на территории Чехии радиолокационную станцию США в качестве одного из элементов глобальной системы ПРО, который будет использоваться для наведения противоракет GBI, которые будут размещены в Европе, — многофункциональный радиолокатор Raytheon XBR (X-Band Radar).
В феврале начались официальные переговоры США с Польшей и Чехией. 19 февраля премьер-министр Польши Ярослав Качиньский и премьер-министр Чехии Мирек Тополянек на совместной пресс-конференции в Варшаве дали понять, что их страны готовы согласиться с предложением США. Польша и Чехия договорились занять согласованную позицию на переговорах с США по условиям размещения баз. Резкая реакция России была воспринята в Польше и Чехии как попытка шантажа и восстановления российского влияния в данном регионе. Размещение американских ракет и РЛС стало темой № 1 польских и чешских СМИ, при этом большинство здешних политиков поддержало американский проект. Так, польский премьер-министр Ярослав Качиньский заявил, что размещение в Польше американской базы даст ей гарантию того, что Польша не вернётся в сферу влияния России: «Речь идёт о статусе Польши». А министр иностранных дел Чехии Карел Шварценберг сказал: «У нас есть опыт с русскими. Стоит уступить шантажу, как не будет пути назад. Мы должны держаться твёрдо».
20 февраля 2007 года премьер-министр Украины Виктор Янукович заявил, что возможное размещение элементов системы ПРО в Польше и Чехии ставит Украину в «сложную ситуацию». По его словам, правительство страны изучает возможную степень угрозы, которую может представлять присутствие элементов американской ПРО у границ Украины. Позднее Янукович в интервью немецкой газете Handelsblatt подверг критике планы размещения элементов системы ПРО в Восточной Европе: «Такие решения можно принимать только после широкой европейской дискуссии и диалога между Западной и Восточной Европой, в частности, и обсуждения с Украиной и Россией».
13 марта 2007 года Украину посетил директор Агентства противоракетной обороны США генерал-лейтенант Генри Оберинг, который заверил, что США не планируют разворачивать элементы ПРО на Украине.
1 марта 2007 года Оберинг, выступая в штаб-квартире НАТО, сообщил о намерении США разместить на Кавказе к 2011 году мобильный радар системы ПРО, который будет обнаруживать пуски ракет с территории Ирана, а затем передавать данные на стационарную РЛС в Чехии. 
В июне 2007 года на саммите НАТО в Брюсселе была высказана поддержка в отношении создания общеевропейской системы ПРО, ключевым элементом которой должны были стать объекты в Польше и Чехии.
В начале июля Совет безопасности Чехии принял решение выделить под строительство американского радара землю на военном полигоне Брды в Пльзеньском крае, примерно в 90 км на юго-запад от Праги.
25 июля представитель Агентства противоракетной обороны Пентагона Рик Ленер объявил, что аэрокосмическая корпорация Boeing выбрана министерством обороны США в качестве подрядчика по созданию системы ПРО в Чехии и Польше.
8 июля 2008 года в Праге был подписан основной договор о размещении на чешской территории американского радара системы ПРО. 
14 августа 2008 года США и Польша подписали соглашение о размещении на польской территории противоракетной базы США. 
C приходом к власти Барака Обамы США приступили к корректировке своих планов ПРО с целью создания более мобильной и гибкой системы. В 2009 году планы развёртывания системы GBMD в Польше были отменены в пользу наземной версии системы ПРО Aegis Ashore (см. статью Система противоракетной обороны НАТО). В октябре 2009 года вице-президент США Джо Байден предложил Польше принять участие в новом проекте. Премьер-министр Дональд Туск принял предложение.
В 2011 году Чехия отказалась от участия в американской системе ПРО. 

### Реакция России
В конце 2005 года начальник Генштаба ВС РФ генерал армии Ю. Балуевский в интервью польскому изданию «Газета выборча» заявил, что, хотя и не предвидит ядерного конфликта между Россией и Западом, но страны, которые примут участие в создании американского противоракетного щита, должны понимать последствия: «Пожалуйста, стройте щит. Только подумайте, что потом вам будет падать на голову».
6 сентября 2006 года генерал армии Юрий Балуевский в интервью польской газете «Дзенник» предупредил, что размещение американских объектов ПРО в европейских странах изменит существующий стратегический паритет между США и Россией, а это, в свою очередь, потребует корректировки российских военных планов.
В начале октября 2006 года, отправляясь с визитом в Варшаву, министр иностранных дел РФ Сергей Лавров заявил, что Россия примет соответствующие меры в случае, если Польша разместит на своей территории элементы системы ПРО США.
В начале февраля 2007 года к критике американских планов по развёртыванию элементов системы ПРО в Восточной Европе подключился президент РФ Владимир Путин. 1 февраля на своей пресс-конференции в Кремле он заявил: «Наши специалисты не считают, что системы ПРО, разворачиваемые в странах Восточной Европы, нацелены на предотвращение угрозы, исходящей со стороны Ирана либо каких-то террористов… Траектории полётов ракет, которые могут запускаться с иранской территории, нам тоже хорошо известны. Поэтому такие аргументы нам кажутся несостоятельными. И это имеет к нам прямое отношение и будет вызывать соответствующую реакцию. Этот ответ будет асимметричным, но в высшей степени эффективным».
10 февраля Путин, выступая на Международной конференции по политике безопасности в Мюнхене, подверг критике планы развёртывания элементов системы глобальной ПРО США в Восточной Европе, указав, что это может привести к очередному витку гонки вооружений, поскольку «ракетного оружия, реально угрожающего Европе, с дальностью действия 5—8 тыс. км нет ни у одной из так называемых проблемных стран». Если ранее российское руководство избегало жёсткой критики создания системы ПРО США, то в новой ситуации Путин заявил, что действия США «выступают катализатором гонки вооружений», поскольку «нарушают баланс сил» в мире. Для восстановления этого равновесия России, по его словам, придётся разрабатывать новое наступательное вооружение.
15 февраля начальник Генштаба ВС РФ Юрий Балуевский заявил, что в ответ на создание системы ПРО у своих границ Россия может начать пересмотр всей договорно-правовой системы ядерного сдерживания: «То, что сегодня американцы делают, создавая третий позиционный район ПРО в Европе, не поддаётся никакому объяснению». По его словам, Россия может в одностороннем порядке выйти из советско-американского Договора о ликвидации ракет средней и меньшей дальности (РСМД).
Министр обороны США Роберт Гейтс отреагировал на заявление Балуевского уже через несколько часов — он, однако, отказался увязывать его с американскими планами размещения элементов системы ПРО в Польше и Чехии: «Они хорошо знают, что компоненты ПРО, которые мы намереваемся разместить в Европе, не представляют угрозы для России». Гейтс предположил, что Россию «может тревожить нарастающая угроза, связанная с ракетами средней дальности, к югу и востоку от её границ». Представитель госдепартамента США Шон Маккормак также заверил, что «развёртывание американской системы ПРО по всему миру никоим образом не направлено против российских стратегических сил».
Академик Олег Богомолов тогда же отмечал: «ясно, что размещение американских систем ПРО в Польше и Чехии связано отнюдь не с угрозой терроризма или опасностью, исходящей из Ирана, но с желанием иметь рычаг давления на Россию».
После того, как Ярослав Качиньский и Мирек Тополянек на совместной пресс-конференции в Варшаве дали понять, что их страны готовы согласиться с предложением США, командующий РВСН России генерал-полковник Николай Соловцов заявил на пресс-конференции, что российские ракеты могут быть нацелены на объекты ПРО США в Польше и Чехии. Он также заявил, что Россия готова восстановить производство баллистических ракет средней дальности: «Как класс БРСД были уничтожены, но документация вся осталась, технология вся осталась. В кратчайшее время, если понадобится, производство этих комплексов будет восстановлено. Но уже с новыми технологиями, на новой элементной базе, с новой системой управления, с новыми возможностями».
США, со своей стороны, развернули широкую дипломатическую и пропагандистскую кампанию, направленную на то, чтобы убедить Россию в том, что развёртывание элементов системы ПРО в Восточной Европе необходимо исключительно для защиты от Ирана и Северной Кореи. В Москву для переговоров с российским руководством был направлен советник президента США по национальной безопасности Стивен Хедли. В Нью-Йорке перед представителями иностранных СМИ выступили директор Агентства по противоракетной обороне США генерал-лейтенант Генри Оберинг и заместитель госсекретаря Дэниел Фрид, которые признали, что администрацию США беспокоит негативная реакция российских государственных и военных руководителей. Как заявил Генри Оберинг, «Американские ракеты-перехватчики не такие быстрые, как русские баллистические ракеты. Даже если мы захотим отследить их полёт и даже если захотим перехватить ракету, то наша противоракета просто не догонит их ракету… Американские ракеты-перехватчики, которые планируется установить в Европе в рамках развития системы ПРО, направлены против угроз, исходящих с Ближнего Востока, а не из России». Одним из ключевых посредников в переговорах между Москвой и Вашингтоном по проблеме ПРО стал бывший госсекретарь США Генри Киссинджер, сопредседатель рабочей группы «Россия — США. Взгляд в будущее».

США приступили к развёртыванию глобальной системы ПРО. Построены две базы ракет-перехватчиков на Аляске и в Калифорнии. Планируется создание третьей такой базы в Восточной Европе. Американцы втягивают некоторых европейских партнёров по НАТО в развёртывание эшелонированной ПРО в Европе в качестве интегрированной части своей глобальной системы ПРО. Появление европейской противоракетной базы США означало бы существенную реконфигурацию американского военного присутствия в Европе, придание американским вооружённым силам в этом регионе стратегического компонента, способного негативно сказаться на ядерном потенциале сдерживания Российской Федерации.
— Из обзора МИД России внешней политики РФ, 2007
В Москве предупреждали, что размещение системы ПРО в Центральной Европе может привести к новой «холодной войне».
26 апреля Владимир Путин в обращении к Федеральному собранию заявил, что в связи с планами США по развёртыванию систем ПРО на территории Чехии и Польши Россия может прекратить исполнение своих обязательств по договору ДОВСЕ.
27 апреля Владимир Путин заявил, что размещение в Европе элементов американской системы ПРО равноценно размещению в Европе в начале 1980-х годов ракет «Першинг» — угроза абсолютно одинакова, а размещаемые в Европе элементы американской ПРО — неотъемлемая часть стратегического ядерного оружия США.
7 июня на саммите G8 в Хайлигендамме (Германия) Владимир Путин предложил Джорджу Бушу совместное использование Габалинской РЛС в Азербайджане, которая, по мнению России, значительно эффективнее, чем РЛС на территории Европы, способна контролировать пространство, из которого может исходить угроза ракетного удара. США, однако, заявили, что возможное согласие на совместное использование Габалинской РЛС не будет означать отказа от развёртывания элементов ПРО в Европе. Сам же Джордж Буш отметил в последний день саммита, что система ПРО США в Европе не опасна для России, поскольку устанавливаемые в Польше противоракеты не способны нейтрализовать более одной межконтинентальной баллистической ракеты.
На американо-российском саммите в Кеннебанкпорте 1—2 июля Владимир Путин развил своё предложение о совместном использовании Габалинской РЛС предложением «включить в общую систему и строящуюся станцию по предупреждению ракетных пусков» в Армавире. Было также предложено поставить американскую систему ПРО под контроль Совета Россия — НАТО, сделав её европейским противоракетным щитом, и создать совместные центры раннего предупреждения в Москве и Брюсселе. Но Джордж Буш, назвав эти идеи «смелыми и стратегическими», дал понять, что США не намерены отказываться от своих планов, подтвердив, что он продолжает считать, что «Чехия и Польша должны стать интеграционной частью» системы ПРО.
4 июля первый вице-премьер РФ Сергей Иванов заявил, комментируя итоги российско-американского саммита в Кеннебанкпорте: «Если США примут наши предложения, то у нас исчезнет необходимость размещать новые ракеты в европейской части России, включая Калининград». В США и Европе это заявление восприняли как ещё одно свидетельство готовности Москвы «дать асимметричный ответ» на планы Вашингтона.
7 июля госсекретарь США Кондолиза Райс в эфире американской телекомпании CNBC отвергла российское предложение отказаться от размещения ПРО США в Европе. Одновременно Сергей Иванов в интервью программе «Вести недели» (РТР) повторил мнение российского руководства о том, что «установка противоракет в Польше и радара в Чехии представляет для России очевидную угрозу», поскольку планируемая РЛС будет способна вести наблюдение за европейской территорией России до самого Урала. Иванов напомнил, что Россия в ответ может рассмотреть «возможность развёртывания оперативно-тактических комплексов „Искандер“ в европейской части РФ, в том числе в Калининграде». Россия предлагает европейцам вместо американской системы ПРО создать к 2020 году единую систему противоракетной обороны с равным доступом к управлению этой системой не только для стран НАТО, но и для всей Европы, включая нейтральные страны.
В июле 2007 года сенат США утвердил поправку к закону о военных расходах на 2008 год, согласно которой создание системы ПРО будет являться официальной государственной политикой США, а система ПРО будет официально создаваться для противодействия ракетно-ядерной угрозе со стороны Ирана. Утверждение прошло практически единогласно.
13 июля Путин подписал Указ «О приостановлении Российской Федерацией действия Договора об обычных вооружённых силах в Европе и связанных с ним международных договоров». В сопровождающей документ справке указывалось, что данное решение вызвано «исключительными обстоятельствами, влияющими на безопасность Российской Федерации». К таковым, в частности, было отнесено планируемое размещение военных баз США на территориях Болгарии и Румынии.
В середине августа Путин объявил об отданном им приказе возобновить с 17 августа постоянные полёты российской стратегической авиации, не производившиеся уже 15 лет. Позднее стало известно, правда, что стратегические бомбардировщики, осуществляющие эти полёты, не имеют на борту ядерного вооружения.
Путин также заявлял, что в случае осуществления планов США Россия может выйти из Договора о ликвидации ракет средней и меньшей дальности (РСМД).
5 ноября 2008 года в своём обращении к Федеральному Собранию президент России Дмитрий Медведев заявил, что в ответ на размещение ПРО в Восточной Европе в Калининградской области будут размещены ракетные комплексы «Искандер». Также против радара будут использоваться средства радиоэлектронного подавления. Ракетные комплексы «Искандер-М» встали на боевое дежурство весной 2018 года (152-я гвардейская ракетная бригада, Черняховск).